# Gustav Ränk
Gustav Ränk, född 18 februari 1902 (n.s.) i Karja på Ösel, död 5 april 1998 i Stockholm, var en estnisk etnolog.
Han var professor vid Tartu universitet 1939–1945 och docent vid Stockholms universitet från 1955. År 1990 utnämndes han till hedersdoktor vid Tartu universitet. Han författade bland annat etnologiska verk om Estland och Sverige.